# Ściana

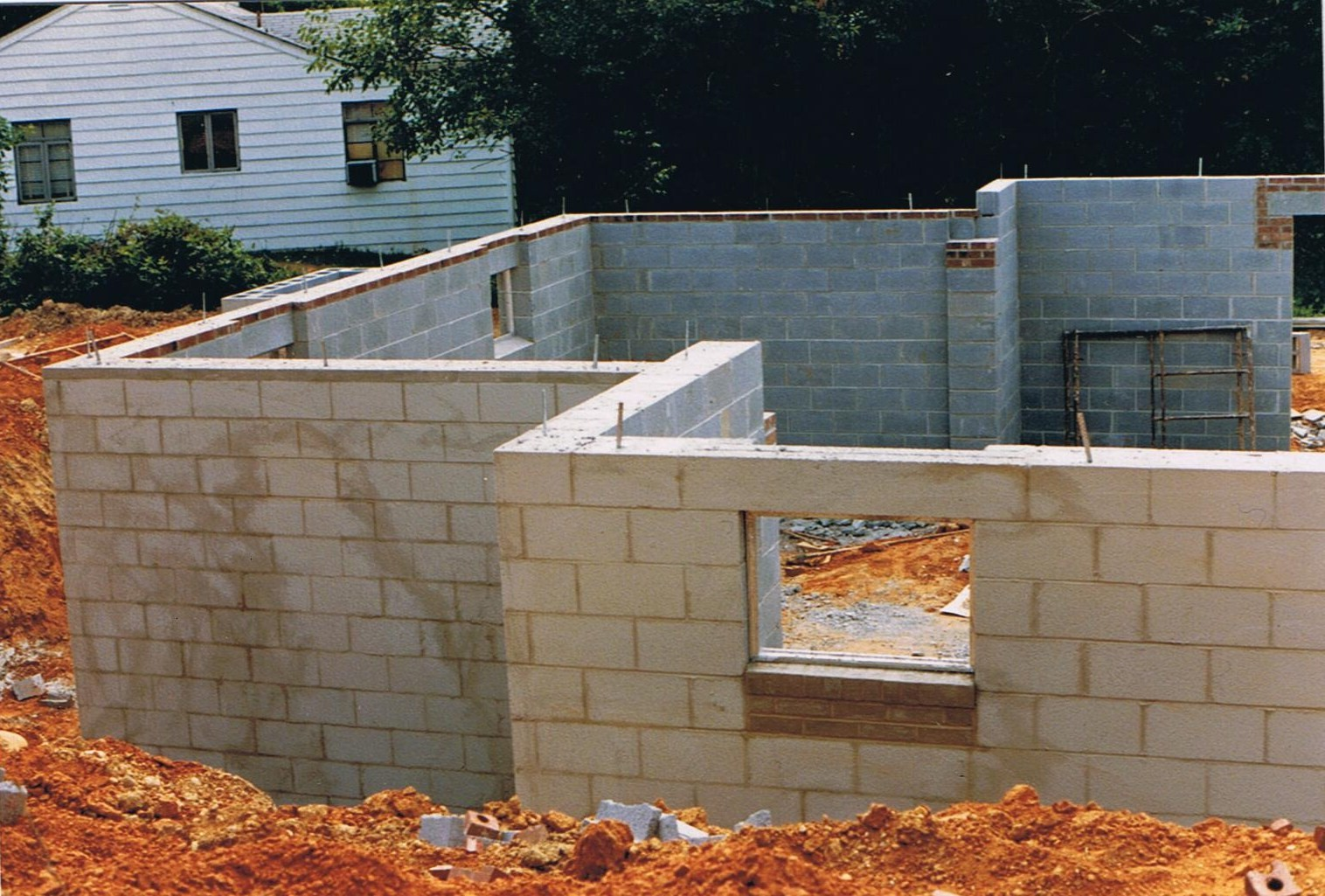
Ściana z bloków betonowych w czasie budowy

Ściana – przegroda (najczęściej pionowa) oddzielająca środowisko zewnętrzne od wewnętrznego lub dzieląca przestrzeń wewnątrz budynku. Może być elementem konstrukcyjnym.
Ściany na ogół nie stanowią jednej gładkiej płaszczyzny, gdyż często występują w nich różne elementy dodatkowe wpływające na ich wygląd i cechy użytkowe. Do elementów tych zaliczyć można:
- otwory drzwiowe
- otwory okienne
- progi
- nadproża
- attyki
- gzymsy
- cokoły
- parapety okienne
- filary międzyokienne

## Zadania ścian
- przeniesienie obciążeń pionowych i poziomych
- izolacja pomieszczeń od wpływu środowiska (wpływy atmosferyczne, hałas)
- przegrody przeciwpożarowe

## Podział ścian

### W zależności od rodzaju
ściany szkieletowewykonuje je się z dwóch lub więcej rodzajów materiałów, przy czym najwytrzymalszy stanowi szkielet ściany, a pozostałe rodzaje jej obudowę z zewnątrz i wewnątrz;
ściany masywnewykonuje się je z jednolitego materiału o grubości nie mniejszej niż pół cegły. Spełniają one zarówno funkcje konstrukcyjne jak również obwodowe;
ściany warstwoweskładają się z pionowo ułożonych warstw różnych materiałów, przy czym każda warstwa spełnia inne funkcje;
ściany szczelinowecharakteryzują się występowaniem w ich wnętrzu przestrzeni powietrznych w układzie pionowym, poziomym, a nawet ukośnym. Te puste przestrzenie poprawiają izolacyjność termiczną i akustyczną ścian, ponieważ powietrze umieszczone między dwiema warstwami ścian jest bardzo dobrym izolatorem dla przepływu ciepła i hałasu.

### W zależności od konstrukcji i przeznaczenia
- konstrukcyjne (nośne) – przenoszą wszystkie obciążenia własne i przejęte z innych elementów konstrukcji budynku
- samonośne – przenoszą tylko ciężar własny
- osłonowe – przenoszą ciężar własny i obciążenie wywołane parciem wiatru
- konstrukcyjno osłonowe – przenoszą ciężar własny, obciążenia od innych elementów budowli i obciążenie wywołane parciem wiatru
- wnęka - ściany wewnętrzene z otworem
- działowe – oddzielają pomieszczenia wewnątrz budynku

### W zależności od rodzaju zastosowanych materiałów
- drewniane o konstrukcji pełnej (ściany wieńcowe, szkieletowej i płytowe)
- betonowe (monolityczne, prefabrykowane lub murowane z elementów betonowych)
- ceramiczne (murowane z cegieł, pustaków, keramzytobetonu)
- żelbetowe
- metalowe
- gipsowe
- szklane (na konstrukcji szkieletowej lub mocowane bezpośrednio do konstrukcji budynku).
- inne (np. z płyt warstwowych z blach stalowych z rdzeniem ze styropianu, pianki poliuretanowej, wełny mineralnej)

### W zależności od wielkości użytych materiałów
- ściany z elementów drobnowymiarowych (murowane z lekkich elementów – np. cegieł, bloczków, pustaków)
- ściany z elementów średniowymiarowych (składane z elementów o wysokości kondygnacji i szerokości 60–100 cm)
- ściany z elementów wielkowymiarowych